# Хольцен (Эшерсхаузен)
Хольцен (нем. Holzen) — община в Германии, в земле Нижняя Саксония.
Входит в состав района Хольцминден. Подчиняется управлению Эшерсхаузен. Население составляет 640 человек (на 31 декабря 2010 года). Занимает площадь 7 км².
| Год  | Население |
| ---- | --------- |
| 1990 | 721       |
| 1995 | 768       |
| 2000 | 724       |
| 2005 | 695       |
| 2010 | 656       |